# Eumelea apicata
Eumelea apicata là một loài bướm đêm trong họ Geometridae.